# Ableiges
Ableiges is een plaats in Frankrijk. Het ligt in het parc naturel régional du Vexin français.
Er zijn graven gevonden, die er op duiden dat er al in de brons- en in de ijzertijd werd gewoond.

## Kaart
De onderstaande kaart toont de ligging van Ableiges met de belangrijkste infrastructuur en aangrenzende gemeenten.

## Demografie
Onderstaande figuur toont het verloop van het inwonertal, bron: INSEE-tellingen. 

## Websites
- (fr)  Statistische informatie op de website van INSEE

1. ↑  Populations de référence 2022.